# Studeno (gmina Železniki)
Studeno – wieś w Słowenii, w gminie Železniki. W 2018 roku liczyła 207 mieszkańców.